# Люнгбю-Торбек (муніципалітет)
Люнгбю-Торбек (дан. Lyngby-Taarbæk) — муніципалітет у регіоні Столичний регіон королівства Данія. Площа — 38.8 квадратних кілометрів. Адміністративний центр муніципалітету — місто Конненс-Люнгбю.

## Населення
У 2012 році населення муніципалітету становило 53 251 особу.